# Hadron
Als Hadronen (von altgriechisch ἁδρός hadrós ‚dick‘, ‚stark‘) bezeichnet man subatomare Teilchen, die von der starken Wechselwirkung zusammengehalten werden. Die bekanntesten Hadronen sind die Nukleonen (Neutronen und Protonen), die Bestandteil der Atomkerne sind.
| Hadronen   | Hadronen                 | Hadronen                                     |
| ---------- | ------------------------ | -------------------------------------------- |
| Mesonen    | Mesonen                  | Hadronen mit ganzzahligem Spin (Bosonen)     |
| Quarkonia  | J/ψ, Υ …                 | schweres Quark und sein Antiquark            |
| andere qq  | π, K, η, ρ, D …          | allgemein Quark und Antiquark                |
| exotisch   | Tetraquarks, Glueballs … | zum Teil hypothetisch                        |
| Baryonen   | Baryonen                 | Hadronen mit halbzahligem Spin (Fermionen)   |
| Nukleonen  | p, n, N-Resonanzen       | Baryonen aus u- und d-Quarks mit Isospin 1⁄2 |
| Δ-Baryonen | Δ++ (1232) …             | Baryonen aus u- und d-Quarks mit Isospin 3⁄2 |
| Hyperonen  | Λ, Σ, Ξ, Ω               | Baryonen mit mindestens einem s-Quark        |
| andere     | Λc, Σc, Ξb …             | Baryonen mit schwereren Quarks               |
| exotisch   | Pentaquarks …            | aus mehr als drei Quarks bestehend           |

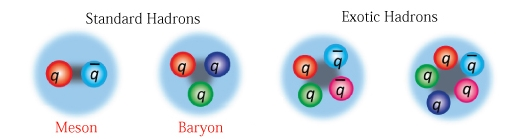
Hadronen des Standardmodells und exotische Hadronen

Die Bezeichnung Hadronen wurde 1962 von Lew Okun als Reaktion auf die Entdeckung immer neuer Teilchen, die der starken Wechselwirkung unterlagen, eingeführt. Zwei Jahre später postulierte Murray Gell-Mann die Existenz von Quarks, aus denen die Hadronen aufgebaut sind. Dies führte dazu, dass die Hadronen nicht mehr als Elementarteilchen angesehen werden.
Je nach Spin werden die Hadronen in zwei Typen eingeteilt:
- Mesonen, sie haben ganzzahligen Spin und sind damit Bosonen. Sie bestehen aus einem Quark und einem Antiquark, dem Antiteilchen eines Quarks. Beispiele für Mesonen sind Pi-Meson und K-Meson.
- Baryonen, sie haben halbzahligen Spin und sind damit Fermionen. Sie bestehen aus drei Quarks; Antibaryonen aus drei Antiquarks. Beispiele für Baryonen sind Proton und Neutron.

Hadronen werden oft vereinfacht als sphärisch (kugelförmig) angenommen und haben einen Radius von ca. 10−15 m.
Alle freien Hadronen sind instabil, außer dem Proton, bei dem noch keine Zerfälle nachgewiesen wurden. Die Zerfälle der Hadronen können über die starke, die schwache oder die elektromagnetische Wechselwirkung stattfinden. Beispielsweise zerfällt das neutrale Pi-Meson (Pion) durch die elektromagnetische Wechselwirkung, meist in zwei Photonen.
Die Übergänge zwischen Quarks verschiedener Flavour-Quantenzahlen (up, down, strange, sowie die sehr viel schwereren charm, bottom, top) werden durch die schwache Wechselwirkung bewirkt, die somit auch Übergänge zwischen verschiedenen Hadronen ermöglicht. Da sie im Austausch schwerer W-Bosonen besteht, sind diese Zerfälle relativ langsam. Neutronen zerfallen z. B. unter Abgabe eines Elektrons und Antineutrinos in Protonen (Betazerfall). In einem Atomkern kann das Neutron allerdings stabil sein, weil die Umwandlung in ein Proton die Bindungsenergie wegen der Coulomb-Abstoßung verringern würde.
Die starke Wechselwirkung wird auf „fundamentaler Ebene“ durch die Quantenchromodynamik als Austausch von Gluonen beschrieben, oder – wie in der Kernphysik überwiegend üblich – auf der „phänomenologischen Ebene“ durch den Austausch von Mesonen, vor allem den leichten Pionen. Quark-Flavours werden durch die starke Wechselwirkung nicht verändert, es können aber z. B. über Mesonen Quarks zwischen Baryonen ausgetauscht werden.
In der Hochenergiephysik beobachtet man bei Streuexperimenten nicht nur Quarks, sondern auch Gluonen. Man stellt sich den Aufbau eines Hadrons deshalb so vor, dass außer den „Grundbausteinen“ eines Hadrons, den so genannten Valenzquarks, die seine Quantenzahlen festlegen, noch Gluonen und eine Wolke virtueller Quark-Antiquark-Paare vorhanden sind. Virtuell heißt, dass nach der Quantenfeldtheorie aus dem Vakuum ständig solche Paare von Teilchen und Antiteilchen erzeugt und gleich wieder vernichtet werden. Allgemein rührt bei Hadronen aus leichten Quarks (up, down) die Masse zum größten Teil nicht von den Massen der Valenzquarks her. Vielmehr wird diese Masse durch die starke Wechselwirkung dynamisch erzeugt.
Viele Hadronen sind extrem kurzlebige Anregungszustände, die Resonanzen, die bei inelastischen Streuexperimenten beobachtet werden. Theoretisch kann es Hadronen beliebig hoher Masse geben (wenn man den Massebereich, in dem die Gravitation wichtig wird, einmal beiseitelässt). Je schwerer ein Hadron ist, desto kurzlebiger ist es im Allgemeinen.
Diskutiert wird auch die Existenz exotischer Hadronen wie Tetraquarks, die aus zwei Quarks und zwei Antiquarks bestehen, und Pentaquarks, die aus vier Quarks und einem Antiquark bestehen. Weitere exotische Hadronen wären sogenannte Hybride (Zustände, die neben Quarks auch gluonische Anregungen enthalten) oder rein aus Gluonen bestehende Glueballs.
Neben den Hadronen gibt es eventuell neue Materiezustände wie das Quark-Gluon-Plasma. Dafür sprechen Hinweise aus Kollisionsexperimenten mit schweren Ionen.